# Francisco Suárez
Francisco Suárez, španski jezuit, filozof, teolog in pravnik, * 5. januar 1548, Granada, Španija, † 25. september 1617, Lizbona, Portugalska. 
Ugled izobraženega učenjaka je užival že za časa svojega življenja. Imenovali so ga »Doctor Eximius et Pius«, izvrstni in pobožni Doktor. Naslednji dve stoletji do nemške univerzitetne reforme je užival status vrhunskega učenjaka. Zaslužen je za prenos srednjeveške sholastike v novoveško filozofijo. Mnogi sholastiki, njihove vsebine in vsebine arabskih filozofov so se ohranile po njegovi zaslugi. 
Suarezova sinteza treh najpomembnjših filozofskih sistemov sholastike: tomizma Tomaža Akvinskega, skotizma Dunsa Skota in nominalizma Ockhama, velja za zadnji intelektualni podvig sholastike preden se ta izteče v novoveško filozofijo. Njegov opus je zelo obsežen od klasičnih komentarjev k Aristotelu do iskanja političnih možnosti za ureditev mednarodnega prava na naravnem pravu.  